# Brzeźniczka (dopływ Parsęty)
Brzeźniczka – struga, lewobrzeżny dopływ Parsęty, na pograniczu Pojezierza Zachodniopomorskiego i Pobrzeża Koszalińskiego.
Struga ma źródło na obszarze na północ od wsi Kłodzino, skąd płynie w kierunku północno-zachodnim. Przed Niemierzyńskimi Górami zmienia bieg na północny wschód. Następnie przepływa przez osadę Borzęcino, za którą skręca w kierunku północnym. Uchodzi do stawów rybnych utworzonych na Parsęcie przed wsią Doble.
Krótki ujściowy odcinek stanowi granicę między gminą Barwice a gminą Tychowo. 
Ujściowy teren doliny Brzeźniczki od osady Borzęcino należy do obszaru ochrony siedlisk "Dorzecze Parsęty".
Nazwę Brzeźniczka wprowadzono urzędowo w 1948 roku, zastępując poprzednią niemiecką nazwę strugi – Mühlbach.